# Freddy Sarmiento Betancourt
Freddy Fernando Sarmiento Betancourt, (Chimbote, 12 de marzo de 1952) es un ingeniero industrial y político peruano. Fue congresista de la República por el departamento de Piura durante los periodos parlamentarios 2011-2016 y 2016-2019.

## Biografía
Nació en Chimbote, Perú, el 12 de marzo de 1952, hijo de Pedro Urbano Sarmiento Puente y Miriam Adela Betancourt Morillas. Cursó sus estudios primarios en el C.E.P. Antonio Raymondi y los secundarios en la Gran Unidad Escolar San Pedro, ambos de su ciudad natal. Entre 1972 y 1978 cursó estudios superiores de ingeniería industrial en la Universidad Nacional de Trujillo. En el 2010, concluye sus estudios de posgrado en la Universidad de Piura (UDEP), adquiriendo su grado de Magíster en Dirección en Gestión de Empresas.
Se casó el 1 de marzo de 1986 con Edith Lourdes Caldas Gamarra, en la ciudad de Chimbote, con quien tiene tres hijos: Felipe Fernando, Pedro Armando y Maricarmen. A inicios de 1987, ingresó al Rotary International. En 1994 fue designado Presidente del Rotary Club Piura Norte.[cita requerida]
Fue invitado el año 2011 por el partido político Fuerza 2011 para ser candidato al Congreso de la República por el departamento de Piura en las elecciones generales de 2011 resultando elegido con 20,947 votos preferenciales. Fue reelecto en las elecciones generales de 2016 sin embargo su mandato se vio interrumpido el 30 de septiembre del 2019 cuando el presidente Martín Vizcarra disolvió el congreso de la República.